# Чекунов (хутор)
Чекунов — хутор в Красносулинском районе Ростовской области.
Входит в состав Божковского сельского поселения.

## География
Расположен на берегу реки Лихая

### Улицы
- пер. Береговой,
- ул. Кооперативная,
- ул. Мира,
- ул. Садовая,
- ул. Степная,
- ул. Школьная.

## Население
| 2010 |
| ---- |
| 172  |